# Jan Sowiński (literat)
Jan Sowiński (ur. ok. 1803 na Wołyniu, zm. w lutym 1862 w Odessie) – polski literat i nauczyciel.

## Życiorys
Urodził się koło 1803 na Wołyniu w rodzinie Wojciecha, miał dwóch braci: Feliksa i Ludwika. Wykształcenie uzyskał w Liceum w Krzemieńcu i 5 października 1818 został członkiem Towarzystwa Uczniów Liceum Wołyńskiego Ćwiczących się w Porządnym Mówieniu i Pisaniu. W 1820 wydana została pierwsza publikacja Mowa […] przy wprowadzeniu do kościoła licealnego zwłok śp. Alojzego Felińskiego […] miana dnia 15 lutego 1820 roku.
W 1821 wydał swoje najważniejsze dzieło O uczonych Polkach zawierające ponad 50 sylwetek polskich kobiet. Mieszkał w Krzemieńcu i zajmował się wychowaniem młodzieży będąc cenionym nauczycielem domowym.
Po roku 1836 opuścił Krzemieniec i przebywał na Wołyniu i Podolu, m.in. w Sławucie był nauczycielem Marii Sanguszkówny.
Umieszczał swoje artykuły w Tygodniku Petersburskim w latach 1833-41 pod kryptonimem J.S.
W latach czterdziestych zamieszkał w Odessie i wraz z żoną Eleonorą z domu Korzeniowską prowadzili pensję wyższą. Jednym z uczniów był Józef Dunin-Karwicki, który określił Sowińskiego jako "sumiennego bardzo pedagoga". Dom Sowińskich w Odessie był odwiedzany przez Józefa Korzeniowskiego oraz Ewę Felińską wraz ze swoim synem Zygmuntem Szczęsnym. Był stałym korespondentem z Odessy dziennika warszawskiego — "Kronika Wiadomości Krajowych i Zagranicznych".
Pod koniec 1822 ożenił się z siostrą Józefa Korzeniowskiego Eleonorą i mieli sześcioro dzieci: Zofię, Eleonorę, Helenę, Jana, Wincentego i Józefa. Zmarł w lutym 1862 w Odessie po długotrwałej chorobie.

## Publikacje
- O uczonych Polkach; Krzemieniec 1821,
- Śpiewy [...] o kampanii tureckiej odbytej w roku 1829; Warszawa 1830
- Memorandum do gramatyki języka polskiego złożoną ze szkiców: O głosce x, O złym używaniu j (joty), Jak pisać: w Polszcze czy w Polsce?; Odessa 1858